# Gosabal, Gokak
Gosabal là một làng thuộc tehsil Gokak, huyện Belgaum, bang Karnataka, Ấn Độ.